# Missões diplomáticas da Moldávia

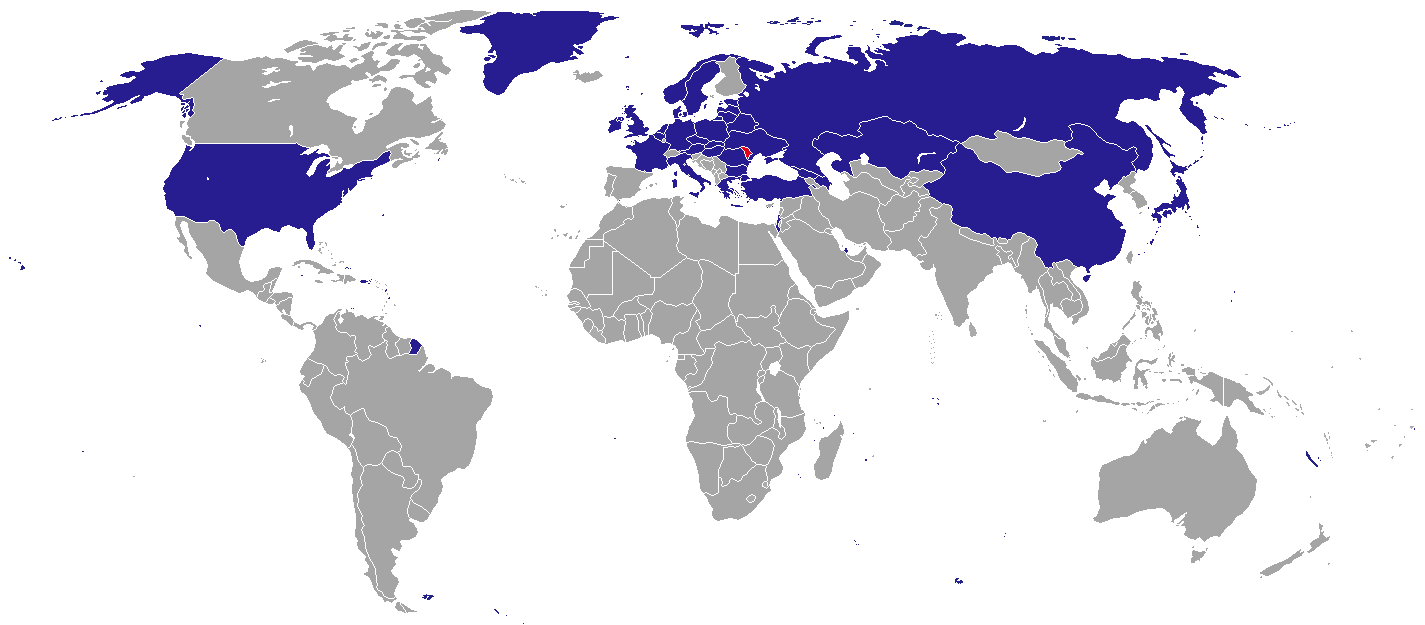
Missões diplomáticas da Moldávia.

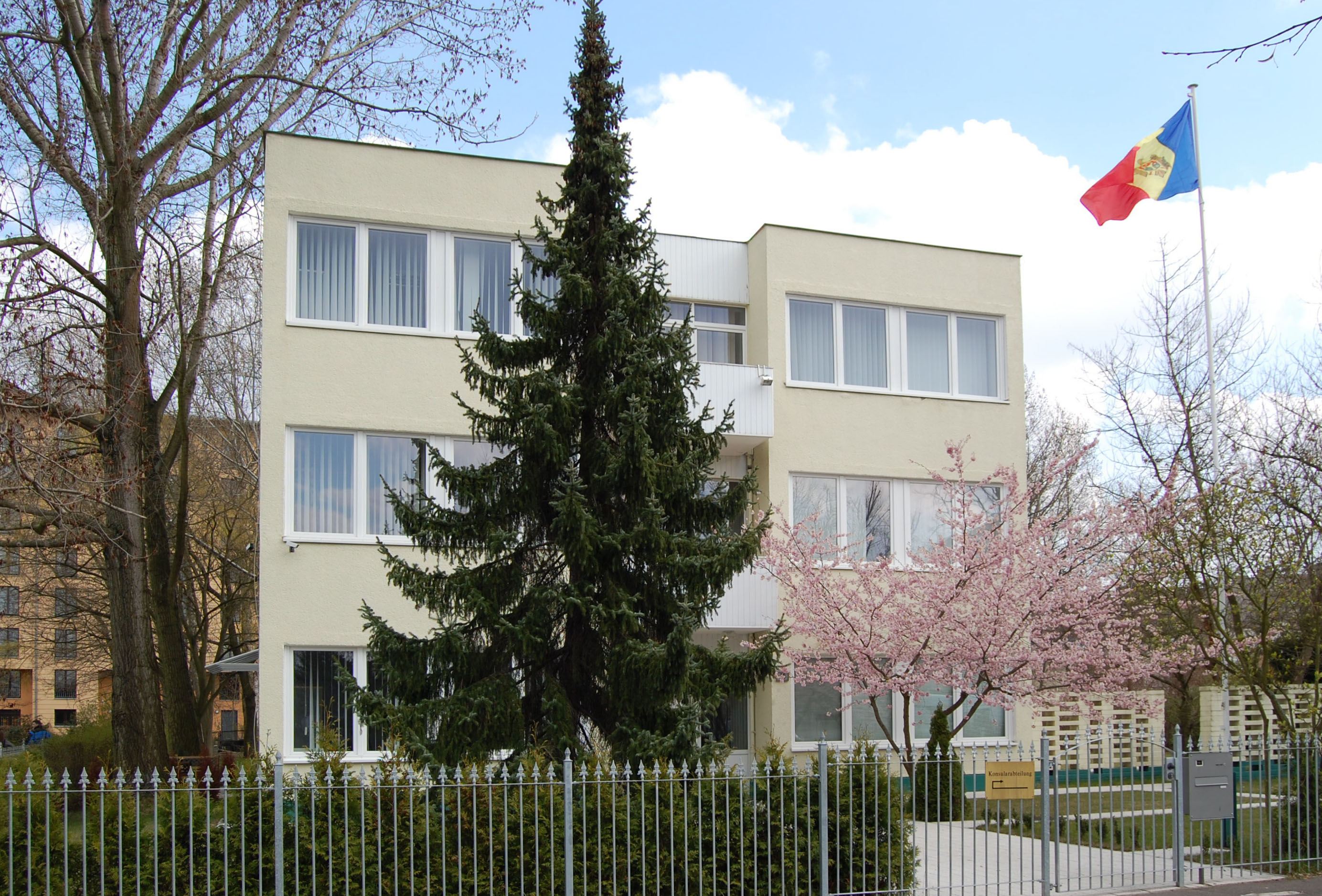
Embaixada da Moldávia em Berlim, Alemanha.

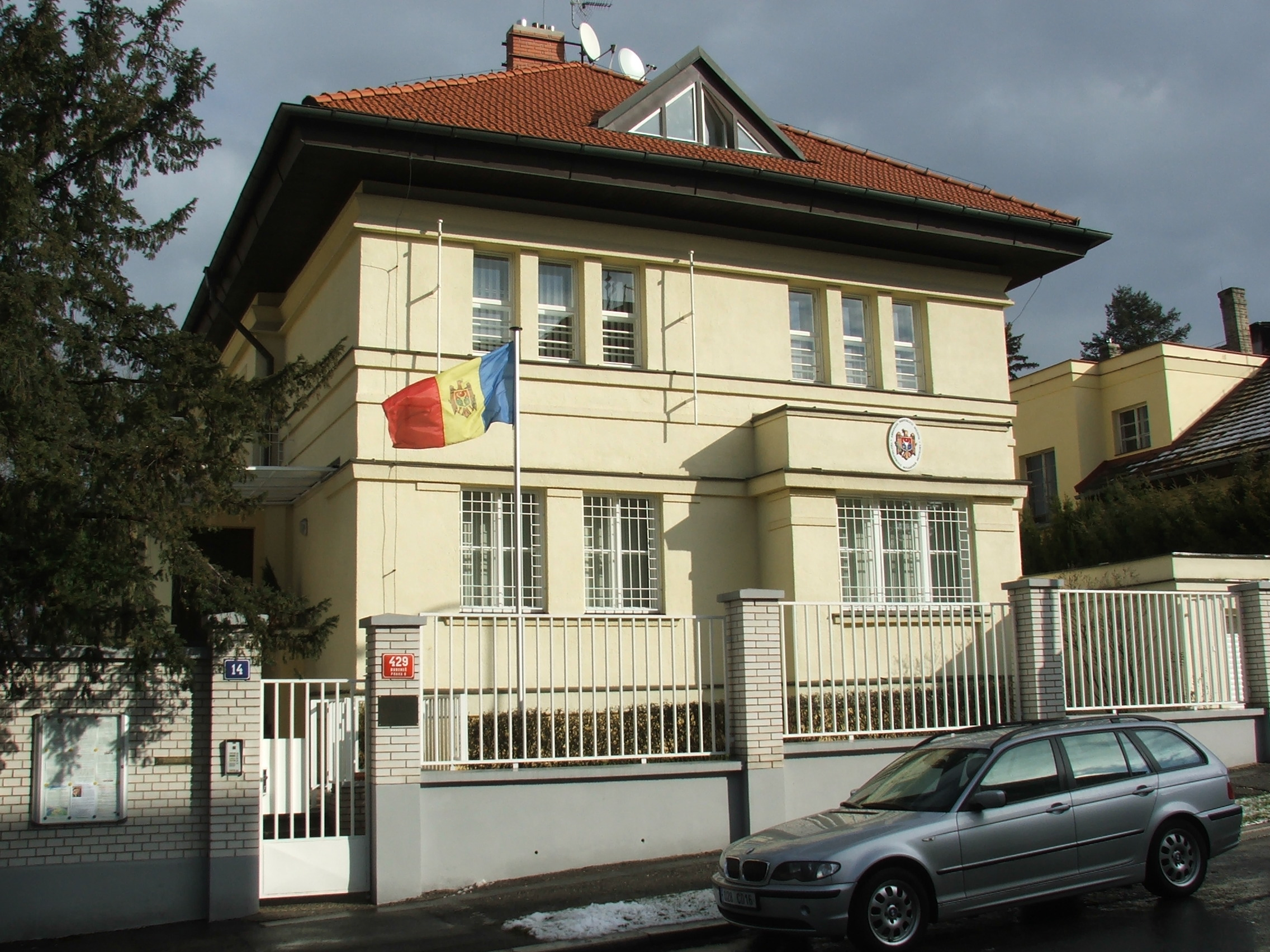
Embaixada da Moldávia em Praga, República Tcheca.

Abaixo se encontram as embaixadas e consulados da Moldávia:

## Europa
- Alemanha
  - Berlim (Embaixada)
  - Frankfurt (Consulado-Geral)
- Áustria
  - Viena (Embaixada)
- Azerbaijão
  - Baku (Embaixada)
- Bélgica
  - Bruxelas (Embaixada)
- Bielorrússia
  - Minsk (Embaixada)
- Bulgária
  - Sofia (Embaixada)
- Estónia
  - Tallin (Embaixada)
- França
  - Paris (Embaixada)
- Grécia
  - Atenas (Embaixada)
- Hungria
  - Budapeste (Embaixada)
- Itália
  - Roma (Embaixada)
  - Bolonha (Consulado-Geral)
- Letônia
  - Riga (Embaixada)
- Lituânia
  - Vilna (Embaixada)
- Polónia
  - Varsóvia (Embaixada)
- Portugal
  - Lisboa (Embaixada)
- Reino Unido
  - Londres (Embaixada)
- Roménia
  - Bucareste (Embaixada)
- Rússia
  - Moscou (Embaixada)
- Suécia
  - Estocolmo (Embaixada)
- Ucrânia
  - Kiev (Embaixada)
  - Odessa (Consulado-Geral)

## América
- Estados Unidos
  - Washington DC (Embaixada)

## Oriente Médio
- Israel
  - Tel Aviv (Embaixada)
- Turquia
  - Ankara (Embaixada)

## Ásia
- China
  - Pequim (Embaixada)
- Uzbequistão
  - Tashkent (Embaixada)

## Organizações multilaterais

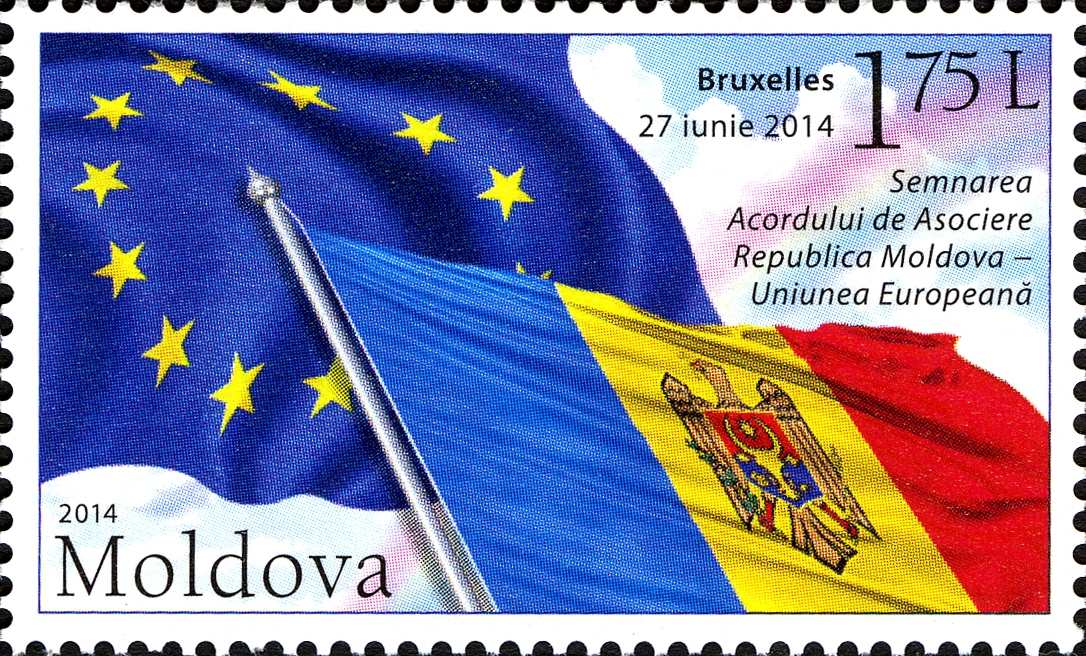
Selo moldávio de 2014 comemorando o acordo de associação à União Europeia

- Bruxelas (Missão permanente da Moldávia ante a União Europeia)
- Estrasburgo (Missão permanente da Moldávia ante o Conselho da Europa)
- Genebra (Missão permanente da Moldávia ante as Nações Unidas e outras organizações internacionais)
- Minsk (Missão permanente da Moldávia ante a Comunidade dos Estados Independentes)
- Nova Iorque (Missão permanente da Moldávia ante as Nações Unidas)
- Paris (Missão permanente da Moldávia ante a Unesco)
- Roma (Missão permanente da Moldávia ante a Organização das Nações Unidas para a Alimentação e a Agricultura)
- Viena (Missão permanente da Moldávia ante as Nações Unidas)